# Wspaniały
Wspaniały (chin. trad. 玻璃樽, kant. Bor lei jun, pinyin Bo li zun; ang. Gorgeous, High Risk, Under Control) – hongkońsko-chiński film akcji z 1999 roku w reżyserii Vincenta Koka.

## Fabuła
Dziewczyna z małej wioski rybackiej na Tajwanie Ah Bu, nad morzem znajduje butelkę z romantyczną wiadomością. Wyrusza ona do Hongkongu. Gdy znajduje nadawcę butelki okazuje się, że jest on gejem i w ten sposób szukał swojej miłości. Bu spotyka C.N. Chana, biznesmena. Zakochuje się w nim. Chan jest wplątany w walkę ze swoim rywalem, przez co nie zauważa Bu. W tym czasie do Hongkongu przybywa chłopak uważający się za chłopaka Bu oraz Alan, który jest mistrzem sztuk walki, chce się zmierzyć z Chanem.

## Obsada
Źródło: Filmweb

- Jackie Chan – C.N. Chan
- Shu Qi – Ah Bu
- Wakin Chau – L.W. Lo
- Richie Ren – Yi Lung
- Brad Allan – Alan
- Elaine Jin – matka Bu
- Sung Young Chen – ojciec Bu
- Stephen Fung – fotograf
- Daniel Wu – asystent fotografa
- Tony Leung Chiu Wai – Albert
- Sam Lee – Frog
- Ken Lo – asystent Lo
- Tats Lau – asystent Loa
- Kwan Yung – ochroniarz Howiego
- Vincent Kok – asystent Lo
- Sandra Ng – oszustka
- Law Kar-ying – asystent Chana
- David Leung – asystent Lo
- Stephen Chow – H.K. oficer policji
- Paul Chang
- Maggie Cheung Ho Yee
- Siu Wai Cheung – Shelly
- Tat-Ming Cheung
- Asuka Higuchi
- Eric Kot
- Jo Kuk
- Rocky Lai
- Lik-Chi Lee
- Sammy Leung
- Mark Lui
- Edmond So
- Kai Man Tin
- William Tuen – asystent Lo
- Ken Wong
- Annie Wu
- Kitty Yuen

## Odbiór
Film zarobił 1 900 000 dolarów singapurskich.
W 2000 roku podczas 19. edycji Hong Kong Film Award Jackie Chan i jego zespół Jackie Chan Stuntmen Team byli nominowani do nagrody Hong Kong Film Award w kategorii Best Action Choreography.